# Stan Mikita
Stan Mikita, Stanislav Mikita (ur. jako Stanislav Guoth 20 maja 1940 w Sokolčach, zm. 7 sierpnia 2018) – słowacko-kanadyjski hokeista na lodzie. Przez wszystkie 22 sezony w NHL występował w Chicago Blackhawks. Uważany za najlepszego środkowego lat 60. W sezonach zasadniczych NHL zanotował łącznie 1394 występy.

## Życiorys

### Młodość
Urodził się we wsi Sokolče w regionie Liptów w czasach Pierwszej Republiki Słowackiej jako Stanislav Guoth. Jako młody chłopiec przeniósł się do St. Catharines, uciekając z kontrolowanej przez komunistów Czechosłowacji. Adoptowany przez ciocię i wujka, którzy nadali mu swoje nazwisko Мikita.

### Kariera
Po trzech sezonach w juniorskim zespole St. Catharines Teepees z Ontario Hockey Association, w sezonie 1959–60 został przeniesiony do nadrzędnego Chicago Blackhawks. W drugim pełnym sezonie Mikity w 1961 roku, Jastrzębie wygrały swój trzeci Puchar Stanleya. Prowadził w klasyfikacji strzelców w play-offach z dorobkiem 6 bramek.
Następny sezon był dla niego przełomowy – uzyskał status gwiazdy ligi grając na środku słynnej formacji znanej pod nazwą „Scooter Line”, z Kenem Wharramem na prawym skrzydle oraz Abem McDonaldem, a następnie Dougiem Mohnsem na lewym. Był uważany za najgroźniejszego środkowego lat 60. Z inną gwiazdą drużyny Bobbym Hullem, Blackhawks posiadali najmocniejszą ofensywę dekady, przeważnie liderując w liczbie strzelonych bramek w lidze. Łącząc umiejętności defensywne i reputację jednego z najlepszych wznawiających z pomocą innowacyjnego, niespotykanie wygiętego kija, Mikita czterokrotnie w ciągu dekady zwyciężał w klasyfikacji punktujących. Wyrównał w sezonie 1966–67 najlepszy w tamtym momencie wynik w historii NHL, zdobywając 97 punktów. Sezon 1967–68 z 87 punktami Mikity był ostatnim, w którym zawodnik Blackhawks został najlepiej punktującym, do czasu rozgrywek 2015–16, gdy Patrick Kane zdobył 106 punktów.
We wcześniejszych latach Mikita był jednym z najczęściej karanych zawodników ligi. Zdecydował zmienić swój styl gry na czystszy, co przyniosło dwukrotne zdobycie Lady Byng Memorial Trophy, trofeum przyznawane zawodnikowi za grę fair play w trakcie sezonu. Nagła zmiana w zachowaniu Mikity miała miejsce po powrocie do domu z jednej z podróży. Jego żona powiedziała mu, że ich córka Meg, w momencie gdy kamera pokazała Мikitę ponownie siedzącego na ławce kar, zapytała się „dlaczego tata tak dużo czasu spędza na ławce?”.
W 1973 roku wspólnie z biznesmenem z Chicago Irvem Tiahnybikiem utworzyli American Hearing Impaired Hockey Association (AHIHA), stowarzyszenie niesłyszących i niedosłyszących hokeistów z całego kraju.

#### Użycie wygiętego kija
Mikita i jego drużynowy kolega Bobby Hull tworzyli najgroźniejsze ofensywne duo lat 60., znane z użycia kijów z zakrzywionymi łopatkami. Taki rodzaj wygięcia dawał znaczną przewagę strzelcom w pojedynkach z bramkarzami. W wyniku tego w 1970 władze NHL ustaliły limit maksymalnego wygięcia łopatki do pół cala.

### Zakończenie kariery
Ostatnie lata kariery zawodowej Mikity zostały przyćmione przez przewlekłe urazy pleców, które doprowadziły do zakończenia jego kariery w trakcie sezonu 1979–80. W tamtym momencie tylko Gordie Howe i Phil Esposito zdobyli więcej punktów w NHL i tylko sześciu graczy pojawiło w większej liczbie spotkań. Мikita został wprowadzony do Hockey Hall of Fame w 1983 i do słowackiej galerii sław w 2002. Służył jako ambasador dobrej woli w Chicago Blackhawks. 24 maja 2011 u Mikity zdiagnozowano raka jamy ustnej. Były zawodnik został poddany radioterapii. 30 stycznia 2015 pismo The Chicago Tribune wydało oświadczenie, że u Stana zdiagnozowano podejrzenie postępującej choroby otępienia z ciałami Lewy’ego i obecnie znajduje się pod opieką lekarzy. W czerwcu 2015 podano informację, że z powodu choroby nie pamiętał nic ze swojego dawnego życia.
Zmarł 7 sierpnia 2018 w wieku 78 lat.

## Statystyki
Legenda: M – mecze, G – gole, A – asysty, Pkt – punktacja kanadyjska (gole i asysty), Min – karne minuty, PP – gole w przewadze (power play), SH – gole w osłabieniu (short handed), GW – zwycięskie gole (game winning).
| 1956–57       | St. Catharines Teepees | OHA-Jr.       | 52   | 16  | 31  | 47   | –    | 129  | –   | –  | —  | 14  | 8  | 9  | 17  | 44  | –  | – | — |
| 1957–58       | St. Catharines Teepees | OHA-Jr.       | 52   | 31  | 47  | 78   | –    | 146  | –   | –  | —  | 8   | 4  | 5  | 9   | 46  | –  | – | — |
| 1958–59       | St. Catharines Teepees | OHA-Jr.       | 45   | 38  | 59  | 97   | –    | 197  | –   | –  | —  | –   | –  | –  | –   | –   | –  | – | — |
| 1958–59       | Chicago Black Hawks    | NHL           | 3    | 0   | 1   | 1    | –    | 4    | –   | –  | —  | –   | –  | –  | –   | –   | –  | – | — |
| 1959–60       | Chicago Black Hawks    | NHL           | 67   | 8   | 18  | 26   | –    | 119  | –   | –  | —  | 3   | 0  | 1  | 1   | 2   | –  | – | — |
| 1960–61       | Chicago Black Hawks    | NHL           | 66   | 19  | 34  | 53   | –    | 100  | –   | –  | —  | 12  | 6  | 5  | 11  | 21  | –  | – | — |
| 1961–62       | Chicago Black Hawks    | NHL           | 70   | 25  | 52  | 77   | –    | 97   | –   | –  | —  | 12  | 6  | 15 | 21  | 19  | –  | – | — |
| 1962–63       | Chicago Black Hawks    | NHL           | 65   | 31  | 45  | 76   | –    | 69   | –   | –  | —  | 6   | 3  | 2  | 5   | 2   | –  | – | — |
| 1963–64       | Chicago Black Hawks    | NHL           | 70   | 39  | 50  | 89   | –    | 146  | 14  | 1  | 7  | 7   | 3  | 6  | 9   | 8   | –  | – | — |
| 1964–65       | Chicago Black Hawks    | NHL           | 70   | 28  | 59  | 87   | –    | 154  | 8   | 0  | 6  | 14  | 3  | 7  | 10  | 53  | –  | – | — |
| 1965–66       | Chicago Black Hawks    | NHL           | 68   | 30  | 48  | 78   | –    | 58   | 11  | 1  | 1  | 6   | 1  | 2  | 3   | 2   | –  | – | — |
| 1966–67       | Chicago Black Hawks    | NHL           | 70   | 35  | 62  | 97   | –    | 12   | 8   | 1  | 5  | 6   | 2  | 2  | 4   | 2   | –  | – | — |
| 1967–68       | Chicago Black Hawks    | NHL           | 72   | 40  | 47  | 87   | -3   | 14   | 13  | 2  | 8  | 11  | 5  | 7  | 12  | 6   | 3  | 0 | 0 |
| 1968–69       | Chicago Black Hawks    | NHL           | 74   | 30  | 67  | 97   | +17  | 52   | 7   | 3  | 2  | –   | –  | –  | –   | –   | –  | – | — |
| 1969–70       | Chicago Black Hawks    | NHL           | 76   | 39  | 47  | 86   | +29  | 50   | 7   | 0  | 8  | 8   | 4  | 6  | 10  | 2   | 3  | 0 | 1 |
| 1970–71       | Chicago Black Hawks    | NHL           | 74   | 24  | 48  | 72   | +21  | 85   | 7   | 0  | 4  | 18  | 5  | 13 | 18  | 16  | 1  | 0 | 1 |
| 1971–72       | Chicago Black Hawks    | NHL           | 74   | 26  | 39  | 65   | +16  | 46   | 5   | 0  | 6  | 8   | 3  | 1  | 4   | 4   | 0  | 0 | 0 |
| 1972–73       | Chicago Black Hawks    | NHL           | 57   | 27  | 56  | 83   | +31  | 32   | 7   | 1  | 5  | 15  | 7  | 13 | 20  | 8   | 1  | 0 | 2 |
| 1973–74       | Chicago Black Hawks    | NHL           | 76   | 30  | 50  | 80   | +24  | 46   | 6   | 2  | 1  | 11  | 5  | 6  | 11  | 8   | 1  | 0 | 1 |
| 1974–75       | Chicago Black Hawks    | NHL           | 79   | 36  | 50  | 86   | +14  | 48   | 12  | 0  | 6  | 8   | 3  | 4  | 7   | 12  | 1  | 0 | 1 |
| 1975–76       | Chicago Black Hawks    | NHL           | 48   | 16  | 41  | 57   | -4   | 37   | 6   | 0  | 1  | 4   | 0  | 0  | 0   | 4   | 0  | 0 | 0 |
| 1976–77       | Chicago Black Hawks    | NHL           | 57   | 19  | 30  | 49   | -9   | 20   | 6   | 1  | 4  | 2   | 0  | 1  | 1   | 0   | 0  | 0 | 0 |
| 1977–78       | Chicago Black Hawks    | NHL           | 76   | 18  | 41  | 59   | +18  | 35   | 6   | 0  | 2  | 4   | 3  | 0  | 3   | 0   | 2  | 0 | 0 |
| 1978–79       | Chicago Black Hawks    | NHL           | 65   | 19  | 36  | 55   | +3   | 34   | 4   | 0  | 1  | –   | –  | –  | –   | –   | –  | – | — |
| 1979–80       | Chicago Black Hawks    | NHL           | 17   | 2   | 5   | 7    | +2   | 12   | 0   | 0  | 0  | –   | –  | –  | –   | –   | –  | – | — |
| OHA-Jr. razem | OHA-Jr. razem          | OHA-Jr. razem | 149  | 85  | 137 | 222  | –    | 472  | –   | –  | —  | 22  | 12 | 14 | 26  | 90  | –  | – | — |
| NHL razem     | NHL razem              | NHL razem     | 1394 | 541 | 926 | 1467 | +159 | 1270 | 127 | 12 | 67 | 155 | 59 | 91 | 150 | 169 | 12 | 0 | 6 |

## Nagrody i osiągnięcia
- 14. miejsce w klasyfikacji wszech czasów punktujących[13], 18 w ostatnich podaniach[14], 30 w bramkach[15] i 38 w rozegranych meczach[16] (stan na koniec sezonu 2015–16).
- Trofeum Harta dla MVP sezonu zasadniczego w 1967 i 1968[17].
- Trofeum Arta Rossa dla najlepiej punktującego w sezonie zasadniczym w 1964, 1965, 1967 i 1968[17].
- Trofeum Lady Byng za fair-play w 1967 i 1968[17].
- Wybrany do pierwszej drużyny All-Star w 1962, 1963, 1964, 1966, 1967 i 1968[17].
- Wybrany do drugiej drużyny All-Star w 1965 i 1970[17].
- Zagrał w NHL All-Star Game w 1964, 1967, 1968, 1969, 1971, 1972, 1973, 1974 i 1975.
- Trofeum Lestera Patricka w 1976[17].
- Jedyny zawodnik w historii NHL, który zdobył trofea Harta, Arta Rossa i Lady Byng w jednym sezonie, dwa sezony z rzędu w 1966–67 i 1967–68.
- Tylko Nicklas Lidström, Alex Delvecchio i Steve Yzerman (wszyscy grający dla Detroit Red Wings) mieli dłuższą karierę NHL grając wyłącznie dla jednego zespołu.
- Powołany do Team Canada na Summit Series w 1972, ale ze względu na kontuzję zagrał tylko 2 spotkania[2].
- Wprowadzony do Galerii Sławy słowackiego hokeja na lodzie w 2002[7].
- W 1998 znalazł się na 17 miejscu w plebiscycie magazynu The Hockey News 100 największych graczy NHL, stając się najwyżej uplasowanym zawodnikiem urodzonym poza Kanadą, ale trenowanym w Kanadzie (na pozycji 37 znalazł się Jaromír Jágr, który również urodził się w Czechosłowacji, został najwyżej uplasowanym zawodnikiem, który nie rozwijał umiejętności hokeja jako dziecko w Kanadzie)[18].
- 19 października 1980 Chicago Blackhawks zastrzegli numer 21, z którym występował Mikita. Mikita był pierwszym zawodnikiem Jastrzębi z zastrzeżonym numerem[19].
- Lodowisko w Rużomberku na Słowacji zostało nazwane jego imieniem[20].
- W 2011 pomniki Mikity i Bobby’ego Hulla zostały umieszczone przed United Center, gdzie obecnie występują Blackhawks[21].